# Chelsea Pitch Owners

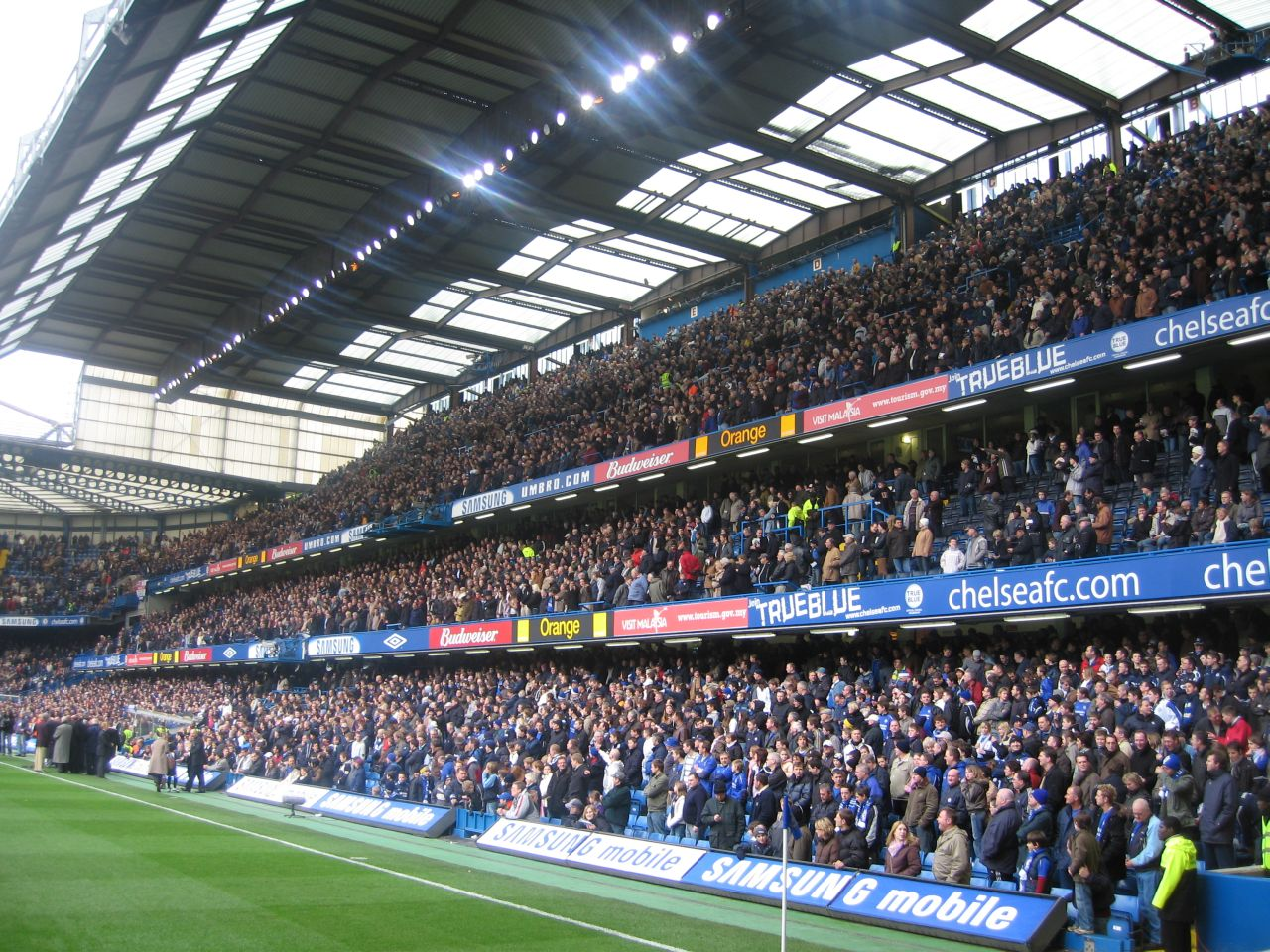
Trybuna East Stand. Koszt budowy tej trybuny miał duży wpływ na kryzys finansowy w klubie

Chelsea Pitch Owners plc – organizacja non-profit będąca właścicielem stadionu Stamford Bridge oraz praw do nazwy Chelsea Football Club.

## Historia
Chelsea poniosła poważne szkody finansowe w latach 70. i 80. XX wieku, po próbach znacznej renowacji stadionu Stamford Bridge. Kryzys finansowy i późniejsza zmiana właścicieli klubu skutkowały sprzedażą stadionu deweloperom. Ten ruch niemalże spowodował utratę przez Chelsea stadionu.
Przyszłość stadionu (i w związku z tym również klubu) została uratowana w 1992 r., gdy wspomniani deweloperzy zostali zmuszeni do ogłoszenia upadłości, co pozwoliło późniejszemu prezesowi Kenowi Batesowi w wyniku rozmów z ich bankiem odzyskać dla klubu kontrolę nad stadionem. Następnie została utworzona spółka Chelsea Pitch Owners, która w 1997 r. nabyła własność stadionu Stamford Bridge, wejść prowadzących na stadion, płyty boiska oraz nazwy Chelsea FC z pomocą pożyczki udzielonej przez Chelsea Village plc, ówczesną spółkę-matkę klubu.

## Organizacja i struktura własności

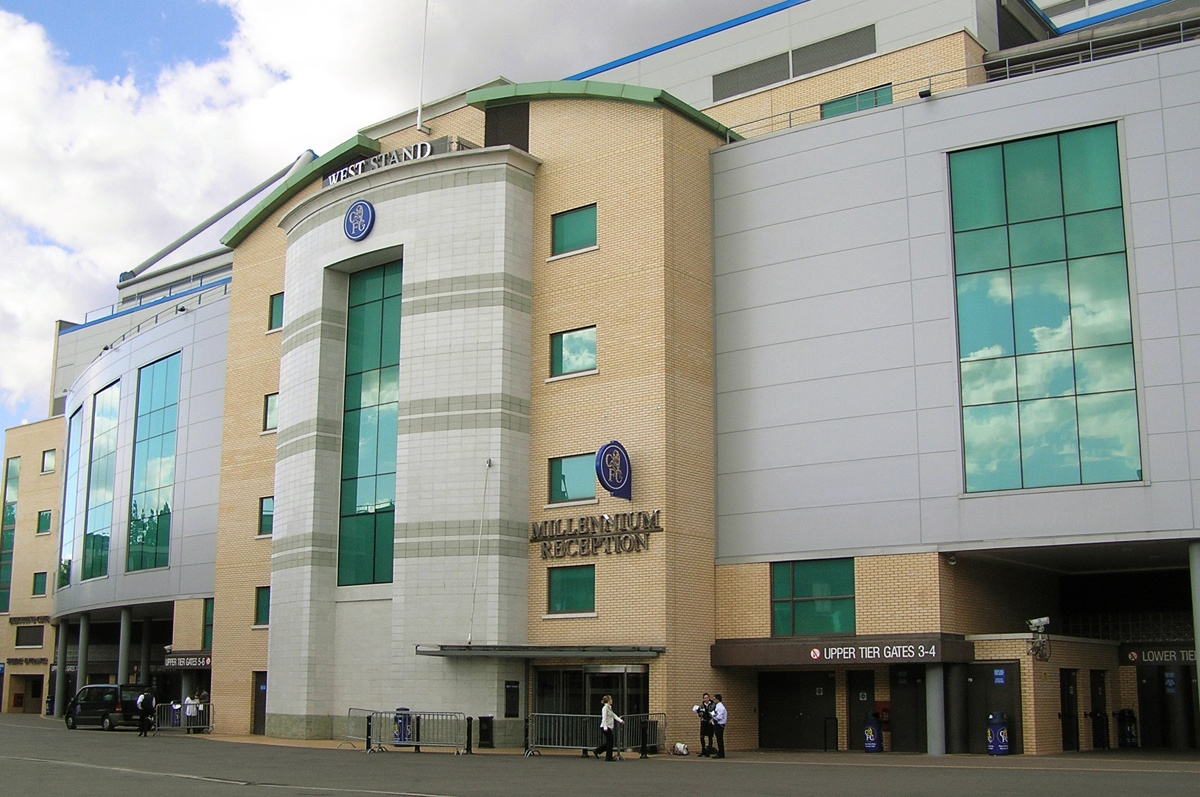
Nowe wejście na trybunę West Stand

Przejęcie własności stadionu i praw do nazwy ma być gwarancją, że Stamford Bridge już nigdy nie zostanie sprzedany deweloperom oraz że z nazwy Chelsea FC nie będzie mógł korzystać nikt niezwiązany z tym stadionem. Jeżeli Chelsea zdecydowałaby się w przyszłości przenieść na inny stadion, nie mogłaby używać nazwy Chelsea Football Club.
Spółka ta nie jest notowana na żadnej giełdzie. Jej celem jest zebranie kwoty 9,2 miliona £ potrzebnych do spłaty pożyczki, a następnie oddanie stadionu w najem klubowi z wyraźnym zastrzeżeniem, że miejsce to będzie używane jedynie w celach futbolowych. Niezależnie od tego, jak wiele akcji znajduje się we własności jednej osoby, prawo wyborcze jest ograniczone do stu głosów na akcjonariusza, tak aby zapobiec przejęciu kontroli nad spółką przez osobę fizyczną lub organizację. Kibice Chelsea są zachęcani do nabywania akcji w celu zabezpieczenia przyszłości klubu.